# Dota 2
Dota 2 is een door Valve Corporation ontwikkelde MOBA voor de computer.
Het is een vervolg op het Warcraft III-scenario Defense of the Ancients. Een bètaversie is op 16 augustus 2011 uitgebracht en het spel zelf kwam uit wereldwijd uit op 9 juli 2013. Dota 2 is enkel te verkrijgen via Steam.
Dota 2 wordt gespeeld in matchen van telkens twee teams met elk vijf spelers. Elk team bezit een eigen basis, ‘the Ancient’, in een hoek van het speelveld. Het team in de linkerbenedenhoek wordt Radiant genoemd en het team in de rechterbovenhoek Dire. Het spel eindigt wanneer een van de Ancients vernietigd wordt. Iedere speler controleert 1 personage, ook wel ‘Hero’ genoemd, gedurende het hele spel. In totaal zijn er 116 Heroes beschikbaar. Tijdens de match moeten spelers goud en experience verzamelen zodat ze betere items kunnen kopen en een hoger level halen. Met deze items en levels kunnen ze dan vijandelijke spelers proberen uit te schakelen.
De ontwikkeling van Dota 2 begon in 2009 toen IceFrog, de hoofdontwerper van de originele DotA-mod, ingehuurd werd door Valve. Dota 2 werd sterk aangeprezen door critici voor zijn gameplay, productiekwaliteit en trouw ten aanzien van zijn voorganger. Nochtans kwam er ook veel kritiek op het spel omwille van de immens hoge leercurve. Dota 2 gebruikte de originele source engine, tot het spel werd overgedragen naar Source 2 in september 2015. Hiermee werd het ook het eerste spel dat gebruikmaakt van de nieuwe engine.
Dota 2 is zeer populair in de professionele gaming scene, met teams van over de hele wereld die in vele verschillende competities het tegen elkaar opnemen. Het grootste toernooi in de Dota 2-competitie wordt The International genoemd en wordt georganiseerd door Valve. Dit toernooi vindt jaarlijks plaats in KeyArena in Seattle, Washington. De editie in 2016 van The International brak het record van grootste prijzenpot in de geschiedenis van e-sports met een totaal van meer dan $20 miljoen. Vanaf 2015 begon Valve ook met kleinere seizoenstoernooien die The Majors genoemd worden. De eerste versie van de Majors nam plaats in Frankfurt in Duitsland, de tweede in Shanghai in China. In 2017 werd The International in Seattle gewonnen door de spelers van het Nederlandse Team Liquid. Met een totale prijzenpot van $24,8 miljoen ging het Nederlandse team naar huis met $10,8 miljoen.

## Helden
- Abaddon
- Alchemist
- Ancient Apparition
- Anti-Mage
- Arc Warden
- Axe
- Bane
- Batrider
- Beastmaster
- Bloodseeker
- Bounty Hunter
- Brewmaster
- Bristleback
- Broodmother
- Centaur Warrunner
- Chaos Knight
- Chen
- Clinkz
- Clockwerk
- Crystal Maiden
- Dark Seer
- Dark Willow
- Dazzle
- Death Prophet
- Doom
- Dragon Knight
- Drow Ranger
- Earth Spirit
- Earthshaker
- Elder Titan
- Ember Spirit
- Enchantress
- Enigma
- Faceless Void
- Grimstroke
- Gyrocopter
- Huskar
- Invoker
- Jakiro
- Juggernaut
- Keeper of the Light
- Kunkka
- Legion Commander
- Leshrac
- Lich
- Lifestealer
- Lina
- Lion
- Luna
- Mirana
- Mars
- Nature's Prophet
- Monkey King
- Morphling
- Necrophos
- Night Stalker
- Nyx Assassin
- Omniknight
- Oracle
- Ogre Magi
- Pangolier
- Phantom Assassin
- Phantom Lancer
- Phoenix
- Puck
- Pudge
- Pugna
- Queen of Pain
- Razor
- Riki
- Sand King
- Shadow Fiend
- Shadow Shaman
- Silencer
- Slardar
- Sniper
- Spectre
- Spirit Breaker
- Storm Spirit
- Sven
- Techies
- Templar Assasin
- Terrorblade
- Tidehunter
- Timbersaw
- Tinker
- Tiny
- Ursa
- Underlord
- Vengeful Spirit
- Venomancer
- Viper
- Warlock
- Weaver
- Windranger
- Winter Wyvern
- Witch Doctor
- Wraith King
- Zeus

Bron: dota2.com.